# Штрела
Штрела (њем. Strehla) град је у њемачкој савезној држави Саксонија. Једно је од 34 општинска средишта округа Мајсен. Према процјени из 2010. у граду је живјело 4.041 становника. Посједује регионалну шифру (AGS) 14627270.

## Географски и демографски подаци
Штрела се налази у савезној држави Саксонија у округу Мајсен. Град се налази на надморској висини од 95 метара. Површина општине износи 30,1 km². У самом граду је, према процјени из 2010. године, живјело 4.041 становника. Просјечна густина становништва износи 134 становника/km².

## Међународна сарадња
| Мјесто | Држава | Врста сарадње | Од    |
| ------ | ------ | ------------- | ----- |
|        | Пољска | пријатељство  | 2000. |
| Извор  |        |               |       |